# 太田市立木崎中学校
太田市立木崎中学校（おおたしりつ きざきちゅうがっこう）

## 所在地
- 群馬県太田市新田木崎町301番地

## 学区
- 新田1区[1]
- 新田2区
- 新田3区
- 新田4区
- 新田5区
- 新田6区
- 新田7区
- 新田8区
- 新田17区の一部

## 部活動
部活動には以下のものがある。最近は人気のある部へ人数が偏るなどの理由により、廃部がめだっている。部活動の終了時間は月によって変わる（顧問の教師がいる場合は30分の延長となる）。
- 野球部(男)
- サッカー部(男女)
- バスケットボール部(男女別)
- バレーボール部(女)
- バドミントン部(男女)
- ソフトテニス部(男女別)
- 陸上部
- 剣道部
- 柔道部
- 水泳部
- 美術部
- 卓球部

## 主な活動
- 体育祭
- 合唱コンクール（エアリスを使用）
- 生徒総会（生徒会での予算の使い分けなどを発表する）
- 少年の主張大会
- 生徒会選挙

## 校歌
校歌は珍しい2部合唱形式になっている。

## 学校周辺
- 国道354号(東毛広域幹線道路)
- 太田市立木崎小学校
- 東武伊勢崎線：木崎駅
- 群馬県立太田フレックス高等学校